# Owingen
Owingen là một đô thị tự quản thuộc huyện Bodenseekreis, bang Baden-Württemberg, Đức.

## Địa lí

### Vị trí
Owingen nằm cách Überlingen khoảng sáu km về phía bắc Hồ Costance.

### Phân cấp hành chính
Đô thị bao gồm thị trấn thủ phủ của Owingen, các làng Billafingen, Hohenbodman và Taisersdorf.
| Làng        | Dân số (31.12.2019) | Diện tích |
| ----------- | ------------------- | --------- |
| Owingen     | 3229                | 1611 ha   |
| Billafingen | 756                 | 917 ha    |
| Hohenbodman | 228                 | 811 ha    |
| Taisersdorf | 296                 | 333 ha    |